# Natació sincronitzada al Campionat del Món de natació de 1991
La competició de natació sincronitzada al Campionat del Món de natació de 1991 es realitzà al Centre Aquàtic Perth Superdrome de la ciutat de Perth (Austràlia).

## Resum de medalles
| Event | Or | Or      | Plata | Plata   | Bronze | Bronze  |
| Solo  | Sylvie Fréchette (CAN) | 201.013 | Kristen Babb-Sprague (USA) | 196.314 | Mikako Kotani (JPN) | 195.110 |
| Duet  | Estats UnitsKaren Josephson · Sarah Josephson | 199.762 | JapóMikako Kotani · Aki Takayama | 194.307 | CanadàLisa Alexander · Kathy Glen                                                                                                  | 192.649 |
| Equip | Estats UnitsKristen Babb · Becky Dyroen-Lancer · Karen Josephson · Sarah Josephson · Jill Savery · Nathalie Schneyder · Heather Simmons · Michelle Svitenko | 196.144 | CanadàLisa Alexander · Karen Clark · Charlene Davies · Karen Fonteyne · Kathy Glen · Heather Johnston · Christine Larsen · Cari Read | 193.259 | JapóHisako Aoishi · Mina Enkaku · Kiyoko Ishibashi · Ikuko Kato · Fumiko Okuno · Aki Takayama · Yumi Wakabayashi · Chiaki Yamamura | 189.753 |

## Medaller
| Posició | País         | Or | Plata | Bronze | Total |
| 1       | Estats Units | 2  | 1     | 0      | 3     |
| 2       | Canadà       | 1  | 1     | 1      | 3     |
| 3       | Japó         | 0  | 1     | 2      | 3     |
| Total   | Total        | 3  | 3     | 3      | 9     |